# Miconia velutina
Miconia velutina är en tvåhjärtbladig växtart som beskrevs av José Jéronimo Triana. Miconia velutina ingår i släktet Miconia och familjen Melastomataceae. Inga underarter finns listade i Catalogue of Life.